# Persoonlijk karakter van de straf
Het persoonlijk karakter van de straf is een algemeen rechtsbeginsel in het Belgisch strafrecht. Het houdt in dat er geen straffen kunnen worden opgelegd aan iemand die geen (mede)dader of medeplichtige was aan een misdrijf aangezien er geen strafrechtelijke aansprakelijkheid voor andermans daad bestaat. Zij moeten elk een persoonlijke straf worden opgelegd.
Desalniettemin wordt soms afbreuk gedaan aan dit beginsel, bijvoorbeeld door het systeem waarbij men burgerlijk aansprakelijk wordt gesteld voor geldboeten van een ander. Dit gebeurt vooral in het economisch en fiscaal strafrecht en het douanerecht. Zo bepaalde een regel uit het douanerecht dat de geldboeten solidair moeten worden uitgesproken tegen de (mede)daders en medeplichtigen. Het Grondwettelijk Hof en het Hof van Cassatie hebben hierop echter kritiek geuit, het persoonlijk karakter van de straf al aanhalend.